# Campionati mondiali di tiro 1986
I campionati mondiali di tiro 1986 furono la quarantaquattresima edizione dei campionati mondiali di questo sport e si disputarono a Suhl. Le prove dai 300 metri andarono in scena a Skövde. La nazione più medagliata fu l'Unione Sovietica.

## Risultati

### Uomini

#### Carabina
| Evento                           | Oro                                                                        | Oro       | Argento                                                            | Argento   | Bronzo                                                                     | Bronzo    |
| Evento                           | Atleta                                                                     | Risultato | Atleta                                                             | Risultato | Atleta                                                                     | Risultato |
| 50m 3 posizioni                  | Petr Kůrka                                                                 | 1264,9    | Malcolm Cooper                                                     | 1264,8    | Pavel Soukenik                                                             | 1264,3    |
| 50m 3 posizioni a squadre        | Cecoslovacchia Milan Bakes Petr Kůrka Pavel Soukenik                       | 3522      | Unione Sovietica Kirill Ivanov Gracha Petikian Victor Vlassov      | 3512      | Francia Jean-Pierre Amat Pascal Bessy Michel Bury                          | 3509      |
| 50m a terra                      | Sándor Bereczky                                                            | 704,2     | Gale Stewart                                                       | 702,5     | Michael Heine                                                              | 702,4     |
| 50m a terra a squadre            | Australia Donald Brook Warren Potent Alan Smith                            | 1793      | Germania Est Bernd Hartstein Mario Gonsierowski Hellfried Heilfort | 1790      | Svezia Christian Heller Stefan Loevbom Hans Strand                         | 1787      |
| 50m in ginocchio                 | Pavel Soukenik                                                             | 394       | Juha Hirvi                                                         | 393       | Stefan Lövbom                                                              | 392       |
| 50m in ginocchio a squadre       | Unione Sovietica Kirill Ivanov Gracha Petikian Victor Vlassov              | 1180      | Cecoslovacchia Milan Bakes Petr Kůrka Pavel Soukenik               | 1177      | Germania Est Hellfried Heilfort Frank Rettkoski Andreas Wolfram            | 1172      |
| 50m in piedi                     | Peter Heinz                                                                | 388       | Milan Bakeš                                                        | 387       | Harald Stenvaag                                                            | 386       |
| 50m in piedi a squadre           | Cecoslovacchia Milan Bakes Petr Kůrka Pavel Soukenik                       | 1155      | Francia Jean-Pierre Amat Pascal Bessy Michel Bury                  | 1148      | Unione Sovietica Kirill Ivanov Gracha Petikian Victor Vlassov              | 1140      |
| 300m 3 posizioni                 | Glenn Dubis                                                                | 1174      | Malcolm Cooper                                                     | 1174      | Mauri Röppänen                                                             | 1166      |
| 300m 3 posizioni a squadre       | Unione Sovietica Viktor Danilchenko Gennadi Lushchikov Alexandr Mitrofanov | 3476      | Stati Uniti Robert Aylward Glenn Dubis Lones Wigger                | 3471      | Norvegia Geir Skirbekk Harald Stenvaag Kare Inge Viken                     | 3464      |
| 300m a terra (40 tiri)           | Malcolm Cooper                                                             | 400       | Harald Stenvaag                                                    | 399       | Mauri Röppänen                                                             | 398       |
| 300m a terra a squadre (40 tiri) | Unione Sovietica Viktor Danilchenko Gennadi Lushchikov Alexandr Mitrofanov | 1192      | Norvegia Geir Skirbekk Harald Stenvaag Kare Inge Viken             | 1192      | Svizzera Heinz Braem Pierre Alain Dufaix Norbert Sturny                    | 1190      |
| 300m a terra (60 tiri)           | Malcolm Cooper                                                             | 599       | Mauri Röppänen                                                     | 597       | Glenn Dubis                                                                | 597       |
| 300m a terra a squadre (60 tiri) | Francia Pascal Bessy Michel Bury Dominique Maquin                          | 1767      | Finlandia Kalle Leskinen Mauri Röppänen Pekka Röppänen             | 1766      | Norvegia Joern Dalen Harald Stenvaag Kare Inge Viken                       | 1758      |
| 300m in ginocchio                | Glenn Dubis                                                                | 395       | Mauri Röppänen                                                     | 395       | Robert Aylward                                                             | 394       |
| 300m in ginocchio a squadre      | Unione Sovietica Viktor Danilchenko Gennadi Lushchikov Alexandr Mitrofanov | 1172      | Stati Uniti Robert Aylward Glenn Dubis Lones Wigger                | 1171      | Francia Pascal Bessy Michel Bury Dominique Maquin                          | 1164      |
| 300m in piedi                    | Malcolm Cooper                                                             | 387       | Glenn Dubis                                                        | 383       | Michel Bury                                                                | 380       |
| 300m in piedi a squadre          | Norvegia Geir Skirbekk Harald Stenvaag Kare Inge Viken                     | 1120      | Stati Uniti Robert Aylward Glenn Dubis Lones Wigger                | 1115      | Unione Sovietica Viktor Danilchenko Gennadi Lushchikov Alexandr Mitrofanov | 1112      |

#### Carabina standard
| Evento         | Oro                                                     | Oro       | Argento                                          | Argento   | Bronzo                                                              | Bronzo    |
| Evento         | Atleta                                                  | Risultato | Atleta                                           | Risultato | Atleta                                                              | Risultato |
| 300m           | Malcolm Cooper                                          | 586       | Harald Stenvaag                                  | 582       | Mauri Röppänen                                                      | 578       |
| 300m a squadre | Finlandia Kalle Leskinen Mauri Röppänen Ralf Westerlund | 1729      | Stati Uniti David Kimes Glenn Dubis Lones Wigger | 1726      | Unione Sovietica Alexandr Bulkin Victor Vlassov Alexandr Mitrofanov | 1715      |

#### Carabina ad aria
| Evento        | Oro                                                      | Oro       | Argento                                           | Argento   | Bronzo                                                      | Bronzo    |
| Evento        | Atleta                                                   | Risultato | Atleta                                            | Risultato | Atleta                                                      | Risultato |
| 10m           | Johann Riederer                                          | 693,1     | Dan Durben                                        | 692       | Bernhard Süss                                               | 691,6     |
| 10m a squadre | Germania Ovest Johann Riederer Hubert Süss Bernhard Süss | 1770      | Stati Uniti Dan Durben Fritz Randolph Robert Foth | 1768      | Norvegia Arnt-Olan Haugland Harald Stenvaag Kare Inge Viken | 1758      |

#### Pistola
| Evento        | Oro                                                                | Oro       | Argento                                                  | Argento   | Bronzo                                                | Bronzo    |
| Evento        | Atleta                                                             | Risultato | Atleta                                                   | Risultato | Atleta                                                | Risultato |
| 50m           | Sergej Pyž'janov                                                   | 657       | Igor Basinski                                            | 655       | Gyula Karácsony                                       | 654       |
| 50m a squadre | Unione Sovietica Igor Basinski Alexandr Melentiev Sergej Pyž'janov | 1699      | Svezia Benny Oestlund Pertti Paeaekkönen Ragnar Skanåker | 1676      | Germania Est Gernot Eder Michael Hochmuth Uwe Potteck | 1667      |

#### Pistola a fuoco rapido
| Evento        | Oro                                                              | Oro       | Argento                                        | Argento   | Bronzo                                           | Bronzo    |
| Evento        | Atleta                                                           | Risultato | Atleta                                         | Risultato | Atleta                                           | Risultato |
| 25m           | Adam Kaczmarek                                                   | 696       | Andrzej Macur                                  | 693       | Ralf Schumann                                    | 692       |
| 25m a squadre | Unione Sovietica Afanasi Kusmin Oleg Tkachev Vladimir Vokhmianin | 1779      | Ungheria Csaba Hell Zoltan Kovacs László Orbán | 1771      | Germania Est Herzig Juergen Wiefel Ralf Schumann | 1771      |

#### Pistola a fuoco
| Evento        | Oro                                                        | Oro       | Argento                                        | Argento   | Bronzo                                              | Bronzo    |
| Evento        | Atleta                                                     | Risultato | Atleta                                         | Risultato | Atleta                                              | Risultato |
| 25m           | Oleg Tkachev                                               | 591       | Afanasi Kusmin                                 | 589       | Igor Basinski                                       | 589       |
| 25m a squadre | Unione Sovietica Igor Basinski Afanasi Kusmin Oleg Tkachev | 1769      | Svizzera Hans Bürkli Anton Küchler Alex Tschui | 1754      | Austria Dieter Aggermann Hermann Sailer Karl Pavlis | 1747      |

#### Pistola standard
| Evento        | Oro                                                            | Oro       | Argento                                             | Argento   | Bronzo                                                | Bronzo    |
| Evento        | Atleta                                                         | Risultato | Atleta                                              | Risultato | Atleta                                                | Risultato |
| 25m           | Afanasi Kusmin                                                 | 578       | Hermann Sailer                                      | 576       | Igor Basinski                                         | 574       |
| 25m a squadre | Unione Sovietica Igor Basinski Afanasi Kusmin Sergej Pyž'janov | 1725      | Austria Dieter Aggermann Hermann Sailer Karl Pavlis | 1707      | Finlandia Seppo Makinen Paavo Palokangas Jouni Vainio | 1706      |

#### Pistola ad aria
| Evento        | Oro                                                             | Oro       | Argento                                          | Argento   | Bronzo                                            | Bronzo    |
| Evento        | Atleta                                                          | Risultato | Atleta                                           | Risultato | Atleta                                            | Risultato |
| 10m           | Igor Basinski                                                   | 688,6     | Uwe Potteck                                      | 681,7     | Pierre Bremond                                    | 681,2     |
| 10m a squadre | Unione Sovietica Igor Basinski Alexandr Melentiev Boris Kokorev | 1737      | Francia Pierre Bremond Philippe Cola Remy Harang | 1735      | Germania Est Gernot Eder Jens Potteck Uwe Potteck | 1734      |

#### Bersaglio mobile
| Evento              | Oro                                                            | Oro       | Argento                                                       | Argento   | Bronzo                                                 | Bronzo    |
| Evento              | Atleta                                                         | Risultato | Atleta                                                        | Risultato | Atleta                                                 | Risultato |
| 50m                 | Sergéi Luzov                                                   | 691       | Jean-Luc Tricoire                                             | 683       | Andras Doleschall                                      | 679       |
| 50m a squadre       | Unione Sovietica Gennadi Avramenko Yuri Kadenatsi Sergéi Luzov | 1765      | Ungheria Tibor Bodnar Andras Doleschall Attila Solti          | 1754      | Germania Est Thomas Pfeffer Henry Risch Tilo Weigel    | 1750      |
| Misto 50m           | Attila Solti                                                   | 390       | Huang Shiping                                                 | 390       | Li Yuwei                                               | 386       |
| Misto 50m a squadre | Cina Huang Shiping Li Yuwei Yang Ling                          | 1167      | Unione Sovietica Gennadi Avramenko Igor' Sokolov Sergéi Luzov | 1162      | Ungheria Tibor Bodnar Andras Doleschall Attila Solti   | 1156      |
| 10m                 | Luboš Račanský                                                 | 382       | Zygmunt Bogdziewicz                                           | 379       | Sergéi Luzov                                           | 379       |
| 10m a squadre       | Unione Sovietica Gennadi Avramenko Igor Malashkov Sergéi Luzov | 1121      | Cecoslovacchia Jan Kermiet Luboš Račanský Tibor Tesar         | 1112      | Stati Uniti Todd Bensley Michael English Randy Stewart | 1106      |

#### Fossa olimpica
| Evento      | Oro                                                              | Oro       | Argento                                              | Argento   | Bronzo                                                                 | Bronzo    |
| Evento      | Atleta                                                           | Risultato | Atleta                                               | Risultato | Atleta                                                                 | Risultato |
| Individuale | Miloslav Bednařík                                                | 224       | Jörg Damme                                           | 223       | Daniele Cioni                                                          | 222       |
| A squadre   | Cecoslovacchia Miloslav Bednařík Josef Machan Jindrich Paroubeck | 443       | Italia Daniele Cioni Luciano Giovannetti Albano Pera | 440       | Unione Sovietica Alexandr Asanov Alexandr Lavrinenko Alexandr Starodub | 439       |

#### Skeet
| Evento      | Oro                                                      | Oro       | Argento                                                    | Argento   | Bronzo                                                          | Bronzo    |
| Evento      | Atleta                                                   | Risultato | Atleta                                                     | Risultato | Atleta                                                          | Risultato |
| Individuale | Matthew Dryke                                            | 224       | Andrea Benelli                                             | 222       | Ioan Toman                                                      | 222       |
| A squadre   | Italia Celso Giardini Luca Scribani Rossi Andrea Benelli | 442       | Germania Est Matthias Dunkel Bernhard Hochwald Axel Wegner | 442       | Unione Sovietica Tamaz Imnaishvili Sergei Kolos Valeri Timokhin | 441       |

### Donne

#### Carabina
| Evento                    | Oro                                                    | Oro       | Argento                                                  | Argento   | Bronzo                                                            | Bronzo    |
| Evento                    | Atleta                                                 | Risultato | Atleta                                                   | Risultato | Atleta                                                            | Risultato |
| 50m 3 posizioni           | Vesela Lečeva                                          | 683,2     | Valentina Lazarova                                       | 676,9     | Angela Berger                                                     | 674,6     |
| 50m 3 posizioni a squadre | Bulgaria Valentina Lazarova Vesela Lečeva Nonka Matova | 1746      | Germania Est Angela Berger Sabine Toth Kathrin Starkloff | 1728      | Stati Uniti Wanda Jewell Pat Spurgin Deena Wigger                 | 1723      |
| 50m a terra               | Éva Fórián                                             | 598       | Nonka Matova                                             | 597       | Roxana Lămăşanu                                                   | 597       |
| 50m a terra a squadre     | Jugoslavia Vesna Domazet Mirjana Jovovic Biserka Vrbek | 1777      | Bulgaria Doudekova Vesela Lečeva Nonka Matova            | 1777      | Svezia Anette Andersson Margareta Gustafsson Christina Gustafsson | 1776      |

#### Carabina ad aria
| Evento        | Oro                                                       | Oro       | Argento                                                | Argento   | Bronzo                                                              | Bronzo    |
| Evento        | Atleta                                                    | Risultato | Atleta                                                 | Risultato | Atleta                                                              | Risultato |
| 10m           | Vesela Lečeva                                             | 494,6     | Valentina Cherkasova                                   | 493,3     | Deena Wigger                                                        | 491,7     |
| 10m a squadre | Finlandia Leena Melartin Thune Pirjo Peltola Sirpa Ylönen | 1165      | Svizzera Gaby Buehlmann Irene Dufaux Suter Vreni Ryter | 1164      | Unione Sovietica Valentina Cherkasova Anna Malukhina Marina Suslova | 1162      |

#### Pistola
| Evento        | Oro                                                                | Oro       | Argento                                                    | Argento   | Bronzo                                    | Bronzo    |
| Evento        | Atleta                                                             | Risultato | Atleta                                                     | Risultato | Atleta                                    | Risultato |
| 25m           | Marina Dobrančeva                                                  | 689       | Irina Kocherova                                            | 689       | Nino Salukvadze                           | 686       |
| 25m a squadre | Unione Sovietica Marina Dobrančeva Irina Kocherova Nino Salukvadze | 1767      | Francia Martine Guepin Evelyne Manchon Corinne Serra Tosio | 1748      | Albania Diana Mata Emanuela Delilaj Shyti | 1745      |

#### Pistola ad aria
| Evento        | Oro                                                                  | Oro       | Argento                                               | Argento   | Bronzo                                                  | Bronzo    |
| Evento        | Atleta                                                               | Risultato | Atleta                                                | Risultato | Atleta                                                  | Risultato |
| 10m           | Anke Völker                                                          | 485,5     | Marina Dobrančeva                                     | 480       | Liu Haiying                                             | 479,7     |
| 10m a squadre | Unione Sovietica Marina Dobrančeva Irina Kocherova Lollita Tsvetkova | 1143      | Germania Est Diana Müller Heidrun Richter Anke Völker | 1136      | Svezia Kerstin Bodin Britt Marie Ellis Maritha Karlsson | 1132      |

#### Fossa olimpica
| Evento      | Oro                                                                   | Oro       | Argento                      | Argento   | Bronzo                                                 | Bronzo    |
| Evento      | Atleta                                                                | Risultato | Atleta                       | Risultato | Atleta                                                 | Risultato |
| Individuale | Gao E                                                                 | 192       | Elena Shishirina             | 190       | Susan Nattrass                                         | 190       |
| A squadre   | Unione Sovietica Svetlana Lazareva Marina Michailova Elena Shishirina | 427       | Cina Gao E Li Li Yin Weiping | 423       | Italia Wanda Gentiletti Roberta Morara Pia Baldisserri | 411       |

#### Skeet
| Evento      | Oro                                    | Oro       | Argento                                                               | Argento   | Bronzo                                                               | Bronzo    |
| Evento      | Atleta                                 | Risultato | Atleta                                                                | Risultato | Atleta                                                               | Risultato |
| Individuale | Svetlana Demina                        | 196       | Michaela Rink                                                         | 194       | Connie Shiller                                                       | 192       |
| A squadre   | Cina Feng Meimei Liu Ling Shao Weiping | 430       | Unione Sovietica Svetlana Demina Zemfira Meftahətdinova Elena Pushina | 428       | Polonia Elzbieta Bednarczuk Dorota Chytrowska Mika Alicja Wilczynska | 424       |

## Medagliere
Nazione ospitante
| Posiz. | Nazione          | Oro | Argento | Bronzo | Totale |
| ------ | ---------------- | --- | ------- | ------ | ------ |
| 1      | Unione Sovietica | 21  | 9       | 10     | 40     |
| 2      | Cecoslovacchia   | 7   | 3       | 1      | 11     |
| 3      | Gran Bretagna    | 4   | 2       | 0      | 6      |
| 4      | Stati Uniti      | 3   | 7       | 6      | 16     |
| 5      | Bulgaria         | 3   | 3       | 0      | 6      |
| 6      | Ungheria         | 3   | 2       | 3      | 8      |
| 7      | Cina             | 3   | 2       | 2      | 7      |
| 8      | Germania Ovest   | 3   | 1       | 2      | 6      |
| 9      | Finlandia        | 2   | 4       | 4      | 10     |
| 10     | Germania Est     | 1   | 6       | 7      | 14     |
| 11     | Francia          | 1   | 4       | 4      | 9      |
| 12     | Norvegia         | 1   | 3       | 4      | 8      |
| 13     | Italia           | 1   | 2       | 2      | 5      |
| 14     | Polonia          | 1   | 2       | 1      | 4      |
| 15     | Australia        | 1   | 0       | 0      | 1      |
| 15     | Jugoslavia       | 1   | 0       | 0      | 1      |
| 17     | Austria          | 0   | 2       | 1      | 3      |
| 17     | Svizzera         | 0   | 2       | 1      | 3      |
| 19     | Svezia           | 0   | 1       | 4      | 5      |
| 20     | Canada           | 0   | 1       | 1      | 2      |
| 21     | Romania          | 0   | 0       | 2      | 2      |
| 22     | Albania          | 0   | 0       | 1      | 1      |